# Comune di Kolding
Il comune di Kolding è un comune della Danimarca situato nella regione della Danimarca Meridionale (Syddanmark).
Capoluogo e sede amministrativa è la città omonima.
Il comune è stato riformato in seguito alla riforma amministrativa del 1º gennaio 2007 accorpando i precedenti comuni di Kolding, Lunderskov e Vamdrup e una parte del comune di Christiansfeld.

## Centri abitati
I centri abitati principali del comune sono:
- Kolding (62 444)
- Vamdrup (4 896)
- Lunderskov (2 994)
- Christiansfeld (2 979)
- Sønder Bjert (2 292)

## Amministrazione

### Gemellaggi
Il comune è gemellato con le seguenti città:
- Delmenhorst
- Drammen
- Örebro
- Lappeenranta
- Huéscar
- Stykkishólmur
- Szombathely
- Anjō
- Panevėžys
- Pisa, dal 2007
- Nanortalik
- Distretto di Wuqing